# Kapitein Rijkers
Kapitein Rijkers was een Britse dagelijkse krantenstrip, getekend door Alfred Sindall en geschreven door Peter O'Donnell, die ook Modesty Blaise bedacht. De oorspronkelijke titel is Tug Transom. Het was een avonturenstrip met als hoofdfiguur "Tug" Transom, de kapitein van het stoomschip Dulcie May, een koopvaardijschip op de wilde vaart. Zijn bemanning bestaat onder andere uit machinist Angus McQuade en eerste stuurman Craigie.
Tug Transom verscheen in de Britse tabloid Daily Sketch van 1954 tot 1969. Swan Features Syndicate, het distributiebureau van ex-Marten Toonder-medewerker Ton de Zwaan, verkocht de strip aan het Nieuwsblad van het Noorden. Daarin verscheen Kapitein Rijkers vanaf 24 september 1959. In de Nederlandse vertaling heette de kapitein Rijkers, zijn schip was de SS Patricia Anna, zijn eerste machinist was "meester" Joost Wielinga, en de eerste stuurman was Piet Vermeulen. Het eerste verhaal in de krant was "Kapitein Rijkers maakt schoon schip". Er verscheen een strookje per dag met doorgaans drie vakjes.
De strip verscheen in Nederland tot mei 1970. In het najaar van 2016 verschenen bij Uitgeverij Boumaar 5 banden met de complete in Nederland verschenen krantenstrip.